# Темп-С
Темп-С (Индекс ГРАУ — 9К76, по договору РСМД — ОТР-22, по классификации НАТО — SS-12/SS-22 Scaleboard) — советский мобильный оперативно-тактический ракетный комплекс фронтового подчинения, оснащённый двухступенчатой твердотопливной баллистической ракетой 9М76 с отделяемой ядерной головной частью.
Основной задачей, возлагаемой на «Темп-С», было обеспечить командование фронтом возможностью наносить ядерные удары на соответствующем театре военных действий.
В качестве шасси на пусковой установке (ПУ) использовался тягач МАЗ-543, аналогичный применяемому в составе РК 9К72 «Эльбрус» (т. н. Scud), но ракета, находящаяся на ПУ, была укрыта в специальном контейнере, раскрывающемся вдоль продольной оси ПУ после вертикализации ракеты перед пуском. Для управления ракетой на активном участке траектории, использовались дефлекторы на соплах. В системе управления применена гиростабилизированная платформа с гироблоками тангажа, рысканья и вращения.
За весь период эксплуатации РК было выполнено 427 пусков, и только 3 пуска были аварийными.

## На вооружении
«Темп-С» стоял на вооружении только Вооружённых сил СССР:
- Ракетные войска стратегического назначения ВС СССР — в связи с обострением отношений СССР и Китая в 1967 году ряд ракетных полков РВСН (в основном входящих в ракетные дивизии, расположенные вдоль границы с КНР) перевооружались на РК «Темп-С», в последующем эти полки передавались из РВСН в соответствующие военные округа (группы войск).
  - 115-й ракетный полк, дислоцировавшийся в пос. Паплака Латвийской ССР, входивший в 29-ю ракетную дивизию, получил «Темп-С» в 1965—1966 годах на смену первой советской БРСД Р-5М. Переподготовка полка на новый комплекс велась на 4 ГЦП МО (Капустин Яр), при этом расчёты полка выполнили 13 испытательных пусков ракет 9М76Б. В июне 1966 года первый ракетный дивизион 115 рп привлекался для проведения демонстрационных пусков на полигоне НИИП-5 (Байконур) для президента Франции Шарля де Голля (операция «Пальма»). Пуск был проведён 25 июня 1966 года. В 1967 году первый ракетный дивизион полка был направлен в район г. Чита, где в период осложнения отношений между СССР и Китаем осуществлял патрулирование вдоль советско-китайской границы, демонстрируя серьёзность намерений советских Вооружённых Сил. В дальнейшем этот дивизион 115 рп был передан в Сухопутные войска, а из оставшегося в Паплаке личного состава, после сдачи полком на арсенал техники ракетного комплекса «Темп-С», был сформирован полк по штату полка, вооружённого МБР УР-100 (8К84), который далее был переведён в Первомайск (Украинская ССР);
  - 69-й ракетный полк — после передачи в Сухопутные войска стал 124-й ракетной бригадой РВиА.
  - 101-й ракетный полк (в/ч 86343) — с 195? по 1965 — 8 ПУ Р-5М (Свалява, Закарпатской области, с 1965 — Мукачево), снят с БД в 1965, 30 мая 1967 года переведён в Сары-Озек (Казахская ССР) где перевооружён на РК «Темп-С». В 1968 передан в СВ, а в 1969 году переименован в 126-ю ракетную бригаду[6].
  - 84-й ракетный полк (в/ч 82717), с 1958 по 1965 — 8 ПУ Р-5М (с. Перевальное в Крыму), снят с БД в 1965 году, в 1967 году переведён в Емильчино (Украинская ССР), где перевооружён на РК «Темп-С». В 1969 году передан в СВ и переименован в 844-й отдельный ракетный дивизион[7] дислоцировавшийся в Крыму, г. Белогорск.
- Ракетные войска и артиллерия СССР

### Русскоязычные ссылки
- Оперативно-тактический ракетный комплекс 9К76 «Темп-С». Информационная система «Ракетная техника» БГТУ. Дата обращения: 19 мая 2010. Архивировано 26 апреля 2012 года.
- Оперативно тактический ракетный комплекс "Темп-С" 9К76 SS-12 "Scaleboard", SS-12M "Scaleboard-B". сайт "Капустин Яр. История, техника, люди". Дата обращения: 19 мая 2010.
- 9К71 Темп - SS-12 SCALEBOARD. Military.Tomsk.ru Отечественная военная техника (после 1945 г.) (2009). Дата обращения: 19 мая 2010. Архивировано 26 апреля 2012 года.
- 9К76 Темп-С - SS-12 / SS-22 SCALEBOARD. Military.Tomsk.ru Отечественная военная техника (после 1945 г.) (2009). Дата обращения: 19 мая 2010. Архивировано 26 апреля 2012 года.

### Иноязычные ссылки
- Global Security: TR-1